# Jaka Sodja
Jaka Sodja (* 17. Dezember 1999 in Jesenice) ist ein slowenischer Eishockeyspieler, der seit 2021 beim HK Olimpija in der Österreichischen Eishockey-Liga unter Vertrag steht und parallel auch in der zweiten Mannschaft in der slowenischen Eishockeyliga zum Einsatz kommt.

## Karriere
Jaka Sodja begann seine Karriere in den Nachwuchsmannschaften des slowenischen Clubs HD mladi Jesenice. Ab 2016 spielte er auch beim HDD Jesenice in der Alps Hockey League und der slowenischen Eishockeyliga. Mit HDD holte er 2018 und 2021 das Double aus slowenischer Meisterschaft und Pokalwettbewerb. 2021 wechselte er zum HK Olimpija, mit dem er in der Österreichischen Eishockey-Liga und ebenfalls in der slowenischen Eishockeyliga antritt. Mit den Hauptstädtern gewann er 2022 und 2023 erneut das Double sowie zudem 2024 seinen fünften Meistertitel.

### International
Für Slowenien nahm Sodja im Juniorenbereich an den U18-Junioren-Weltmeisterschaften der Division I 2016 und 2017 sowie den U20-Junioren-Weltmeisterschaften der Division I 2018 und 2019 teil.
Im Seniorenbereich stand er erstmals bei den Weltmeisterschaften der Division I 2024 im Aufgebot seines Landes bei einem großen Turnier im Herrenbereich, nachdem er bereits in der Spielzeit 2020/21 seine ersten Länderspiele absolviert hatte. Bei diesem Turnier gelang ihm mit seiner Mannschaft der Aufstieg in die Top-Division.

## Erfolge und Auszeichnungen
- 2018 Slowenischer Meister und Pokalsieger mit dem HDD Jesenice
- 2021 Slowenischer Meister und Pokalsieger mit dem HDD Jesenice
- 2022 Slowenischer Meister und Pokalsieger mit dem HK Olimpija
- 2023 Slowenischer Meister und Pokalsieger mit dem HK Olimpija
- 2024 Slowenischer Meister mit dem HK Olimpija

### International
- 2017 Aufstieg in die Division I, Gruppe A bei der U18-Weltmeisterschaft der Division I, Gruppe B
- 2019 Aufstieg in die Division I, Gruppe A bei der U20-Weltmeisterschaft der Division I, Gruppe B
- 2024 Aufstieg in die Top-Division bei der Weltmeisterschaft der Division I, Gruppe A